# Kasimir Jakowlewitsch Reichel

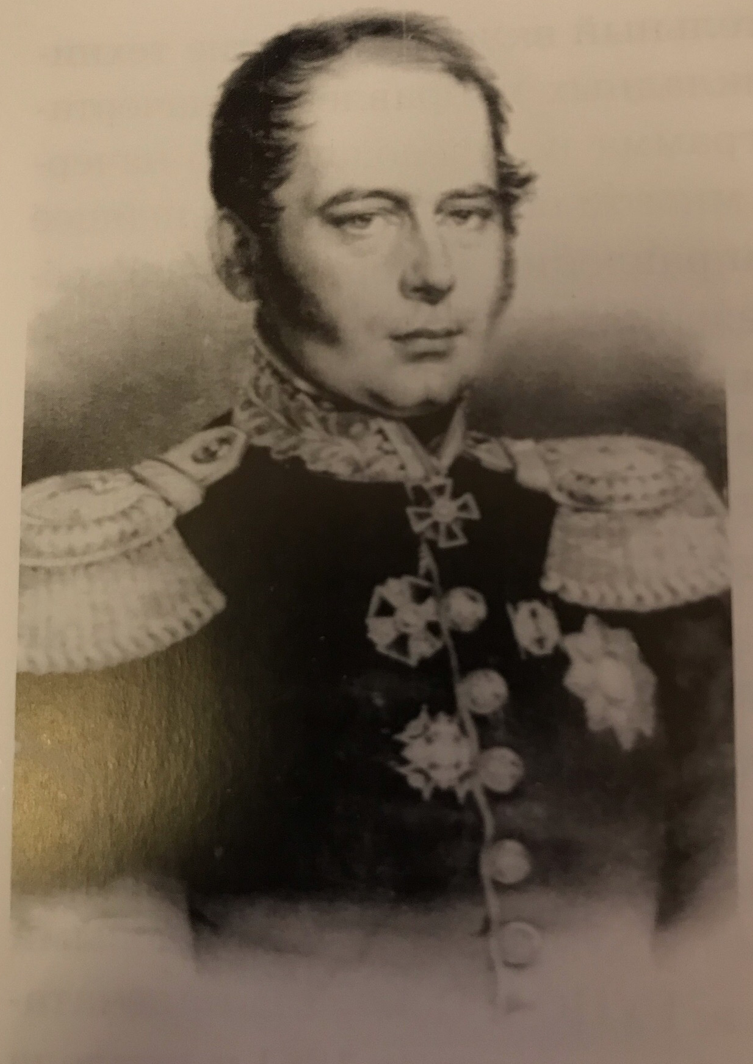
Kasimir Jakowlewitsch Reichel

Kasimir Jakowlewitsch Reichel (russisch Казимир Яковлевич Рейхель; * 8. Oktoberjul. / 19. Oktober 1797greg. in Warschau; † 26. Novemberjul. / 8. Dezember 1870greg.) war ein russischer Brücken-Bauingenieur.

## Leben
Reichel, Sohn des Medailleurs der Warschauer Münzanstalt Johann Reichel (um 1746–1801), absolvierte in St. Petersburg das Institut des Verkehrsingenieur-Korps, das er 1816 als Praporschtschik verließ.
Zunächst wurde Reichel zum Straßenbau auf die Krim geschickt. Ab August 1818 diente er in der 1. Abteilung des IV. Verkehrsbezirks. 1819 wurde er zum Oberstleutnant Wilhelm von Traitteur abkommandiert, um Kasernen im Gutshof Pella zu bauen.
Ab März 1821 wurde Reichel von Alexei Araktschejew für den Bau von Brücken nach Entwürfen Agustín de Betancourts und die Verlegung von Rohren an der Moskauer Chaussee in St. Petersburg eingesetzt und leitete ab Oktober 1823 die dafür eingerichtete Direktion. Nach den regelmäßigen Beförderung wurde er 1832 Oberst.
Reichels erste große Brücke war die Bogenbrücke über den Wolchow in Nowgorod mit einer Holzfahrbahnplatte auf 8 massiven Granit-Strompfeilern, die 1825–1830 gebaut wurde und für die er eine Prämie von 3000 Rubel erhielt. Sie diente bis 1899 dem Verkehr und wurde im Deutsch-Sowjetischen Krieg 1943 zerstört. Er baute 1842 eine Holzbrücke über die Msta nahe Bronniza bei Nowgorod, die 1883 wegen Baufälligkeit abgerissen und 1902 durch eine Stahl-Fachwerkbrücke nach Belelubskys System ersetzt wurde.
Reichel wurde von der Regierung mit drei Dörfern  und einer Tabatiere mit Brillanten beschenkt. Nicht weit von Bronniza baute er sich ein Herrenhaus am Ufer der Nischa und 1835 eine achtflügelige Windmühle nach holländischer Art.
Ab 1838 war Reichel Assistent des Verwalters des I. Verkehrsbezirks. Als Generalmajor ging er in den Ruhestand.
Nach dem Tod seiner ersten Frau A. A. Tatarinowa hatte Reichel Anfang der 1830er Jahre die altadlige Anna Petrowna Lupandina geheiratet. Er erhielt zwei Landgüter und ein Haus in Nowgorod. Er hatte 10 Kinder.
Der Numismatiker Jakub Reichel (1780–1856) und der Maler Carl Reichel (1788–1857) waren Reichels Brüder.

## Ehrungen, Preise
- Orden des Heiligen Wladimir IV. Klasse (1821)
- Russischer Orden der Heiligen Anna III. Klasse, II. Klasse mit Diamanten